# Martin Migeot
Martin Migeot (* 15. August 1897 in Enkenbach; † 25. April 1967 in Kaiserslautern) war ein deutscher Bauer und Politiker (DP/FDP).

## Leben

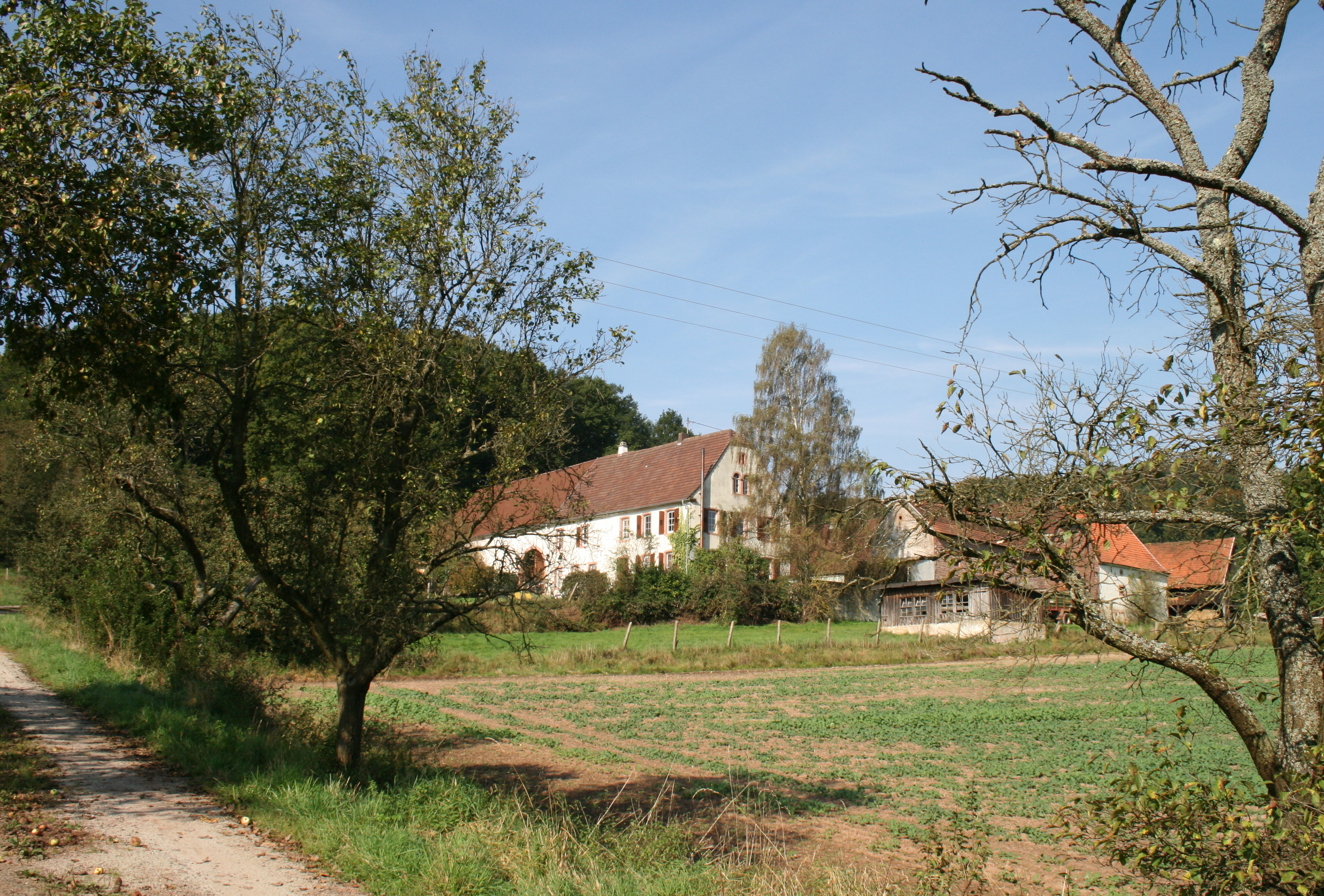
Hahnerhof

Migeot besuchte die Volksschule Enkenbach und die Heimschule (Realschule) Weiherhof bei Bolanden sowie 1919 bis 1920 die Kreisackerbauschule Kaiserslautern und arbeitete als Landwirt. Er bewirtschaftete den (heute denkmalgeschützten) Hahnerhof in Enkenbach.
Vom 4. Juni 1947 bis zum 17. Mai 1951 (erste Wahlperiode) war er Mitglied im Landtag Rheinland-Pfalz. Im Landtag war er Mitglied im agrarpolitischen Ausschuss und dem Ernährungsausschuss.